# John Edward Jones

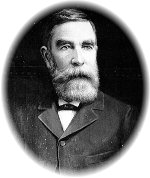
John Edward Jones

John E. Jones (* 5. Dezember 1840 in Montgomeryshire, Wales; † 10. April 1896 in San Francisco, Kalifornien) war ein US-amerikanischer Politiker und Gouverneur des Bundesstaates Nevada.

## Frühe Jahre
John Jones besuchte die öffentlichen Schulen seiner Heimat. Nach der Auswanderung seiner Familie in die Vereinigten Staaten studierte er bis 1865 an der Iowa State University. Danach arbeitete er einige Zeit als Lehrer und im Bergbau. Dann kam Jones als Arbeiter der Union Pacific Railroad weiter nach Westen und siedelte sich 1869 in Eureka an. Er arbeitete dort bis 1883 als Minenarbeiter und in der Landwirtschaft. Außerdem war er 1876 am Aufbau der Miliz beteiligt.

## Politische Laufbahn
Im Jahr 1883 wurde er in der Bundesfinanzverwaltung in Nevada als Deputy internal revenue collector angestellt. Dann wurde er zweimal zum Surveyor General von Nevada gewählt. (Dieses Amt hatte damals noch militärische Bedeutung und könnte in etwa als Befehlshaber der Freiwilligenarmee gedeutet werden.) Jones übte dieses Amt von 1886 bis 1894 aus.
1895 wurde Jones als Mitglied der Silver Party zum Gouverneur von Nevada gewählt. Dieses Amt trat er am 7. Januar 1895 an. In seiner Amtszeit wurden Bewässerungsprogramme für die Landwirtschaft in Nevada erstellt. In Reno entstand die erste öffentliche Bücherei des Staates. Im Herbst 1895 wurde bei Gouverneur Jones Krebs festgestellt. Daraufhin begab er sich zur Erholung nach San Francisco, wo er am 10. April 1896 seiner Krankheit erlag. Mit seiner Frau Elizabeth Weyburn hatte Gouverneur Jones zwei Kinder.